# The Matchmakers
The Matchmakers est un film américain réalisé par George Ridgwell, sorti en 1915.

## Fiche technique
- Titre original : The Matchmakers
- Réalisation : George Ridgwell
- Scénario : William Addison Lathrop
- Société de production : Edison Company
- Société de distribution : General Film Company
- Pays d’origine :  États-Unis
- Langue originale : anglais
- Format : noir et blanc — 35 mm — 1,37:1 — Film muet
- Genre : drame
- Durée : 3 bobines (900 m)
- Date de sortie :
  - États-Unis : 31 décembre 1915

## Distribution
- Sally Crute : Mamie Lane
- William Wadsworth : Papy Lane
- Carlton S. King : Hugh Hardy
- Paul Bliss : Bertie Van Loon
- Margaret Prussing : Alice Warren
- Leonora von Ottinger : Catherine De Launcy
- Robert Brower : M. Van Loon
- Margery Bonney Erskine : Mme Van Loon